# Ziano di Fiemme
Ziano di Fiemme là một đô thị ở tỉnh Trento ở vùng Trentino-Alto Adige/Südtirol của Ý, tọa lạc cách 40 km về phía đông bắc của Trento. Tại thời điểm ngày 31 tháng 12 năm 2004, đô thị này có dân số 1.613 người và diện tích là 35,8 km².
Ziano di Fiemme giáp các đô thị: Predazzo, Panchià, Canal San Bovo và Pieve Tesino.